# Kagirinai yokubō no naka ni
Kagirinai yokubō no naka ni (限りない欲望の中に?) è un brano musicale di Megumi Hayashibara, scritto da Arimori Satomi, Sato Hidetoshi e Goshima Sho, e pubblicato come singolo il 22 maggio 1996 dalla Starchild. Il brano è stato incluso nell'album della Hayashibara bertemu e nelle raccolte Slayers MEGUMIX e Vintage S. Il singolo raggiunse la ventesima posizione della classifica settimanale Oricon, e rimase in classifica per quattro settimane, vendendo 69 510 copie. Kagirinai yokubō no naka ni è stato utilizzato come sigla di apertura della serie anime OAV Slayers - Storie di specchi, chimere e mammoni, in cui la Hayashibara doppia il personaggio di Lina Inverse, protagonista della serie. Il lato B del singolo è Touch Yourself, tema del videogioco Slayers Royal.

## Tracce
CD singolo KIDA-118
1. Kagirinai yokubō no naka ni (限りない欲望の中に?) – 5:07
2. Touch Yourself – 5:06
3. Kagirinai yokubō no naka ni (Off Vocal Version) – 5:07
4. Touch Yourself (Off Vocal Version) – 5:06

Durata totale: 20:26

## Classifiche
| Classifica (1995)                        | Posizione più alta |
| ---------------------------------------- | ------------------ |
| Giappone (Classifica settimanale Oricon) | 20                 |